# Phare de Porto Conte
Le phare de Porto Conte (Italien :Faro di Porto Conte ou  Faro Torre Nuova) est un phare situé sur un promontoire, à l'ouest du le port d' Alghero dans la province de Sassari (Sardaigne), en Italie.

## Histoire
Le premier phare a été érigé en 1918 sur un cap de la Baie de Porto Conte, opposé au phare de Capo Caccia. Le phare est entièrement automatisé et alimenté à l"énergie solaire. Le phare est placé en face d'une grande tour de l'époque aragonaise construite en 1572, de 13 mètres de haut avec un diamètre de 18 mètres.

## Description
Le phare  se compose d'une tour cylindrique en béton, de 8 m de haut, avec balcon et lanterne. La tour, le balcon et la lanterne sont peints en blanc et le dôme de la lanterne est gris métallisé. Il émet, à une hauteur focale de 17 m, un éclat blanc toutes les 3 secondes. Sa portée est de 10 milles nautiques (environ 19 km).
Identifiant : ARLHS : SAR046 ; EF-1422 - Amirauté : E1126 - NGA : 8280 .

## Caractéristique dufeu maritime
Fréquence : 3 secondes (W)
- Lumière : 1 seconde
- Obscurité : 2 secondes

|             |
| Torre Nueva |

|          |
| Le phare |

### Lien connexe
- Liste des phares de la Sardaigne